# Улица Эдуарда Вийральта
Улица Э́дуарда Ви́йральта (эст. Eduard Viiralti tänav) — улица в Таллине, столице Эстонии. 

## География
Пролегает в микрорайоне Компасси, район Кесклинн. Начинается от Тартуского шоссе, заканчивается на перекрёстке с улицей Пронкси.
Протяжённость улицы — 169 метров.

## История
Своё нынешнее название улица получила 25 сентября 1959 года в честь эстонского художника Эдуарда Вийральта. До этого она называлась улица Янсена (эст. Janseni tänav, эст. Jansenni tänav, нем. Jansenstraße); это название было официально утверждено 27 февраля 1924 года.
Общественный транспорт по улице не курсирует.

## Застройка
Регистровый адрес улицы носят четыре каменных жилых дома:
- Дом 3/1 — пятиэтажный, дом 3/2 — одноэтажный, 5 — шестиэтажный, 7 — пятиэтажный[4]. Три многоэтажных дома построены по линии улицы и образуют красивую группу домов эстонской эпохи в центре Таллина. Спроектированы в 1928―1930 годах архитектором Гербертом Йохансоном[эст.], построены в последующие годы строительными ассоциациями почтовых и муниципальных служащих. Фасады этих домов, выходящие в сторону улицы, внесены в Государственный регистра памятников культуры Эстонии как примечательный образец жилой архитектуры межвоенного времени[5].